# Love Is Blindness
 (janvier 2022).
Si vous disposez d'ouvrages ou d'articles de référence ou si vous connaissez des sites web de qualité traitant du thème abordé ici, merci de compléter l'article en donnant les références utiles à sa vérifiabilité et en les liant à la section « Notes et références ».
Pistes de Achtung Baby
Acrobat
(11)
Love Is Blindness est une chanson du groupe irlandais U2, extrait de l'album Achtung Baby, sortie en 1991. Balade de genre rock alternatif, c'est la douzième et dernière piste de ce disque. Selon le guitariste The Edge, « elle termine l'album superbement et c'est sans doute l'une des meilleures chansons de Bono. » Love Is Blindness conclut tous les concerts de la première partie du Zoo TV Tour aux États-Unis et en Europe en 1992. Elle a été reprise par Jack White en 2011.

## Composition
La chanson Love Is Blindness a été écrite par le groupe rock irlandais U2, durant les sessions d'enregistrement de Rattle and Hum et en Australie pendant le Lovetown Tour.

## Paroles
C'est une ballade  qui tourne autour de la « petite mort » et qui peut être interprétée de différentes façons selon Bono : 
« Elle peut être comprise comme un évanouissement pendant l’orgasme, mais marche aussi bien avec une image du terrorisme. Je mélangeais le personnel et le politique. »

## Love Is Blindnessvu par The Edge
Le côté personnel prend tout son sens lorsque The Edge enregistre le solo de guitare. Une forme d’exutoire pour celui qui était en plein instance de divorce. Il y cassa même une corde. Il complète : « J’ai tout versé dans ce solo de guitare… j’étais en larmes. »

## En concert
Cette chanson a conclu tous les concerts de la première partie du Zoo TV Tour et elle était l'avant-dernière à être jouée après la sortie de l'album Zooropa. Elle n'a plus été jouée en concert depuis le 1er mars 2006 et le Vertigo Tour à Buenos Aires.

## Reprises
Cette chanson a été reprise en 1995 par Cassandra Wilson sur son album New Moon Daughter. Le groupe néerlandais Kane en enregistre une version en 2000 sur l'album-live hommage à U2 With or Without You. Le groupe Trespassers William reprend la chanson en 2001 sur l'album hommage Even Better Than the Real Thing, puis sur Different Stars en 2002. Le groupe texan Sixpence None the Richer enregistre une reprise présente sur l'album caritatif In the Name of Love: Artists United for Africa sorti en janvier 2004. En 2005, The Devlins et Sharon Corr font une reprise sur l'album caritatif Even Better Than the Real Thing Vol. 3 pour les victimes du séisme du 26 décembre 2004 dans l'océan Indien. Le musicien angolais Waldemar Bastos reprend la chanson sur la compilation In the Name of Love: Africa Celebrates U2 en 2008.
En 2011, Jack White reprend Love is Blindness qui apparait sur la compilation de reprises AHK-toong BAY-bi Covered, puis en face B de son single Sixteen Saltines et enfin sur la bande originale de Gatsby le Magnifique en 2013. En 2016, Lee-la Baum du groupe The Damn Truth réalise un cover utilisé dans une publicité pour le parfum Mon Paris de Yves Saint Laurent.

## Crédits
| U2 - Bono – chant - The Edge – guitare - Adam Clayton – guitare basse - Larry Mullen, Jr. – batterie, percussions Additionel - Brian Eno – claviers | Technique - Réalisateur artistique – Daniel Lanois - Ingénieur du son – Flood - Ingénieurs assistants – Robbie Adams et Shannon Strong - Mixage – Daniel Lanois et Flood - Assistant au mixage – Strong |